# Saint-Denis-de-Cabanne
Saint-Denis-de-Cabanne är en kommun i departementet Loire i regionen Auvergne-Rhône-Alpes i centrala Frankrike. Kommunen ligger i kantonen Charlieu som tillhör arrondissementet Roanne. År 2022 hade Saint-Denis-de-Cabanne 1 252 invånare.

## Befolkningsutveckling
Antalet invånare i kommunen Saint-Denis-de-Cabanne
| Referens: INSEE |